# Teodoro Sampaio (kommun i Brasilien, São Paulo, lat -22,42, long -52,36)
Teodoro Sampaio är en kommun i Brasilien.   Den ligger i delstaten São Paulo, i den södra delen av landet, 900 km sydväst om huvudstaden Brasília. Antalet invånare är 21 389.
Följande samhällen finns i Teodoro Sampaio:
- Teodoro Sampaio

I omgivningarna runt Teodoro Sampaio växer i huvudsak städsegrön lövskog. Runt Teodoro Sampaio är det glesbefolkat, med 15 invånare per kvadratkilometer.